# فيلادلفيا (مسيسيبي)
فيلادلفيا (بالإنجليزية: Philadelphia, Mississippi)‏ هي مدينة تقع في الولايات المتحدة في مقاطعة نيشوبا. يقدر عدد سكانها بـ 7,477 نسمة ومساحتها 27.5 كم2 وترتفع عن سطح البحر 129 متر.

## التركيبة السكانية
حدّد مكتب تعداد الولايات المتحدة بيانات التركيبة السكانية لفيلادلفيا في تعداد الولايات المتحدة. في ما يلي، التركيبة السكانية حسب تعدادي 2000 و2010.

### تعداد عام 2000
بلغ عدد سكان فيلادلفيا 7,303 نسمة بحسب تعداد عام 2000، وبلغ عدد الأسر 2,950 أسرة وعدد العائلات 1,901 عائلة مقيمة في المدينة. في حين سجلت الكثافة السكانية 230.7 نسمة لكل كيلومتر مربع (597.5/ميل2). وبلغ عدد الوحدات السكنية 3,302 وحدة بمتوسط كثافة قدره 104.3 لكل كيلومتر مربع (270.1/ميل2).
وتوزع التركيب العرقي للمدينة بنسبة 55.54% من البيض و40.12% من الأمريكيين الأفارقة و2.01% من الأمريكيين الأصليين و0.49% من الأمريكيين ذوي الأصول الآسيوية و0.08% من سكان جزر المحيط الهادئ و0.55% من الأعراق الأخرى و1.20% من عرقين مختلطين أو أكثر و1.51% من الهسبانيون أو اللاتينيون من أي عرق.
بلغ عدد الأسر 2,950 أسرة كانت نسبة 35% منها لديها أطفال تحت سن الثامنة عشر تعيش معهم، وبلغت نسبة الأزواج القاطنين مع بعضهم البعض 40.8% من أصل المجموع الكلي للأسر، ونسبة 20.4% من الأسر كان لديها معيلات من الإناث دون وجود شريك،  بينما كانت نسبة 3.2% من الأسر لديها معيلون من الذكور دون وجود شريكة وكانت نسبة 35.6% من غير العائلات. تألفت نسبة 32.5% من أصل جميع الأسر من عدة أفراد يعيشون في نفس المنزل ونسبة 15.2% كانت تتألف من شخص يعيش بمفرده يبلغ من العمر 65 عاماً أو أكثر. وبلغ متوسط حجم الأسرة المعيشية 2.38، أما متوسط حجم العائلات فبلغ 3.00.
بلغ العمر الوسطي للسكان 36.5 عاماً. وكانت نسبة 26.1% من القاطنين تحت سن الثامنة عشر، وكانت نسبة 9% بين الثامنة عشر والرابعة والعشرين عاماً، ونسبة 25.4% كانت واقعةً في الفئة العمرية ما بين الخامسة والعشرين والرابعة والأربعين عاماً، ونسبة 20.8% كانت ما بين الخامسة والأربعين والرابعة والستين، ونسبة 14.8% كانت ضمن فئة الخامسة والستين عاماً فما فوق. يوجد لكل 100 أنثى 83.5 ذكر، ويوجد لكل 100 أنثى في الثامنة عشر من عمرها فما فوق 76.1 ذكر.
بلغ متوسط دخل الأسرة في المدينة 26,438 دولارًا، أما متوسط دخل العائلة فبلغ 30,756 دولارًا. وكان متوسط دخل الذكور 30,731 دولارًا مقابل 20,735 دولارًا للإناث. وسجل دخل الفرد الخاص بالمدينة 15,787 دولارًا. وكانت نسبة 25.1% من العائلات ونسبة 28.1% من السكان تحت خط الفقر، وكان من هؤلاء نسبة 41.2% تحت سن الثامنة عشر ونسبة 16.4% في الخامسة والستين من العمر وما فوق.

### تعداد عام 2010
بلغ عدد سكان فيلادلفيا 7,477 نسمة بحسب تعداد عام 2010، وبلغ عدد الأسر 2,973 أسرة وعدد العائلات 1,933 عائلة مقيمة في المدينة. في حين سجلت الكثافة السكانية 236.2 نسمة لكل كيلومتر مربع (611.8/ميل2). وبلغ عدد الوحدات السكنية 3,389 وحدة بمتوسط كثافة قدره 107 لكل كيلومتر مربع (277.1/ميل2).
وتوزع التركيب العرقي للمدينة بنسبة 47.31% من البيض و46.86% من الأمريكيين الأفارقة و2.22% من الأمريكيين الأصليين و1.07% من الأمريكيين ذوي الأصول الآسيوية و0.05% من سكان جزر المحيط الهادئ و0.68% من الأعراق الأخرى و1.81% من عرقين مختلطين أو أكثر و2.14% من الهسبانيون أو اللاتينيون من أي عرق.
بلغ عدد الأسر 2,973 أسرة كانت نسبة 36.5% منها لديها أطفال تحت سن الثامنة عشر تعيش معهم، وبلغت نسبة الأزواج القاطنين مع بعضهم البعض 34.8% من أصل المجموع الكلي للأسر، ونسبة 25.5% من الأسر كان لديها معيلات من الإناث دون وجود شريك،  بينما كانت نسبة 4.6% من الأسر لديها معيلون من الذكور دون وجود شريكة وكانت نسبة 35% من غير العائلات. تألفت نسبة 32.1% من أصل جميع الأسر من عدة أفراد يعيشون في نفس المنزل ونسبة 13.8% كانت تتألف من شخص يعيش بمفرده يبلغ من العمر 65 عاماً أو أكثر. وبلغ متوسط حجم الأسرة المعيشية 2.44، أما متوسط حجم العائلات فبلغ 3.07.
بلغ العمر الوسطي للسكان 35.0 عاماً. وكانت نسبة 28.4% من القاطنين تحت سن الثامنة عشر، وكانت نسبة 8.2% بين الثامنة عشر والرابعة والعشرين عاماً، ونسبة 24.9% كانت واقعةً في الفئة العمرية ما بين الخامسة والعشرين والرابعة والأربعين عاماً، ونسبة 22.9% كانت ما بين الخامسة والأربعين والرابعة والستين، ونسبة 15.6% كانت ضمن فئة الخامسة والستين عاماً فما فوق. وتوزع التركيب الجنسي للسكان بنسبة 44.8% ذكور و55.2% إناث.

## أعلام
- فيليب مارتن
- ماركوس دوبري
- أوتيس راش
- مايك دنيس
- بيلي كانون
- توم ستيوارت